# Adrian Pitu
Adrian Pitu (n. 31 august 1975, Constanța, România) este un fost mijlocaș român de fotbal de origine aromana. A debutat în Liga 1 pe 2 octombrie 1994 în meciul Gloria Bistrița - Farul Constanța 2-1.

## Echipe la care a jucat
- Farul Constanța (1994-1995)
- Portul Constanța (1994-1995)
- Sportul Studențesc (1995-1996)
- Portul Constanța (1995-1996)
- Sportul Studențesc (1996-1997)
- Dinamo București (1997-1998)
- Rocar București (1997-1998)
- Rocar București (1998-1999)
- Rocar București (1999-2000)
- Universitatea Craiova (2000-2001)
- Oțelul Galați (2000-2001)
- FCM Bacău (2001-2002)
- FCM Bacău (2002-2003)
- Steaua București (2003-2004)
- Steaua București (2004-2005)
- FC Național București (2004-2005)
- Hapoel Bnei Sachnin (2005-2006)
- Maccabi Netanya (2006-2007)
- Săgeata Năvodari  (2007-2008)